# Nystalus striatipectus
El durmilí (Argentina, Paraguay) (Nystalus striatipectus), es una especie de ave galbuliforme perteneciente al género Nystalus que integra la familia Bucconidae. Es nativo de América del Sur. 

## Descripción
Mide 19 cm. Tiene pico anaranjado vivo y ojos amarillos. Partes superiores marrones, barradas y salpicadas de pardo, interrumpidas por un collar pardo en la nuca. Por abajo es blanco con cuello y parte superior del pecho anaranjados, con estrías negras en el pecho y los flancos. Las principales diferencias con Nystalus maculatus son el collar nucal y pecho más claros, las estrías (y no pintas) y la face tiene estrías más nítidas.

## Distribución y hábitat
Se distribuye por el centro sur y sureste de Bolivia (Cochabamba, Chuquisaca, Santa Cruz) y centro sur de Brasil (oeste de Mato Grosso do Sul) hacia el sur hasta el centro y oeste de Paraguay y noroeste de Argentina (al sur hasta Córdoba).

Habita en matas secas y vegetación arbustiva secundaria.

## Comportamiento

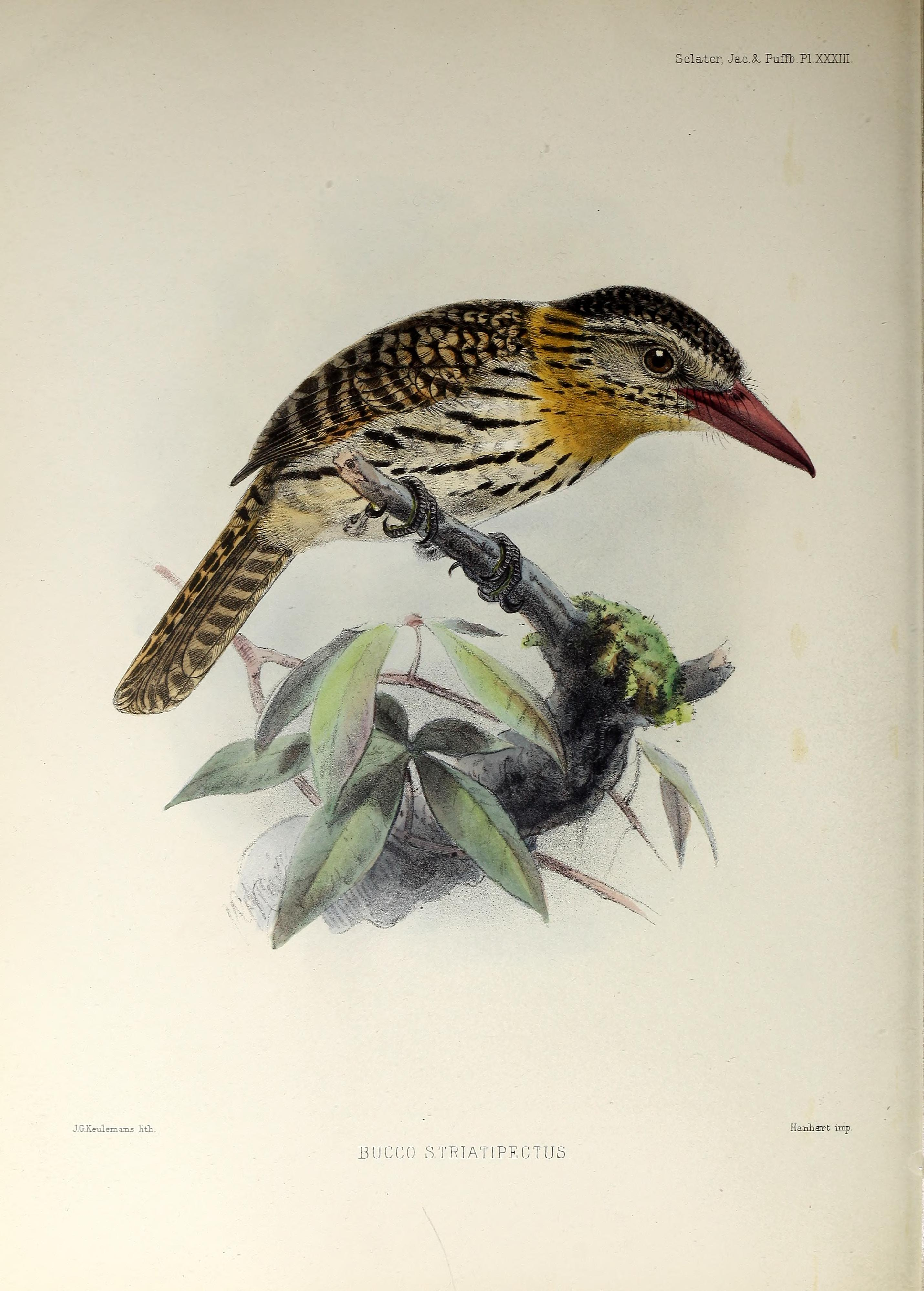
Ejemplar de Nystalus striatipectus en una ilustración de 1882.

Muy semejante al de Nystalus maculatus pero no parecen ocurrir juntos. Solo o en pareja, posa en locales abiertos y suele permitir gran aproximación.

### Alimentación
Come en especial grande insectos, que captura en el suelo o en la vegetación.

### Vocalización
El canto típico es un poco más corto que el de Nystalus maculatus, aunque muy parecido, un “siuí siuí so-ó” fuerte y oído de lejos, a veces en dúo por la pareja.

## Sistemática

### Descripción original
La especie N. striatipectus fue descrita por primera vez por el ornitólogo británico Philip Lutley Sclater en 1854 como la subespecie Nystalus maculatus striatipectus.

### Taxonomía
El Congreso Ornitológico Internacional (IOC) (versión 4.3, 2014) y el Comité Brasileño de Registros Ornitológicos (CBRO) reconocen la especie plena Nystalus striatipectus con base en el concepto filogenético de especie, siguiendo a Silva (1990); lo que no es así reconocido por el South American Classification Committee y es listada como la subespecie Nystalus maculatus striatipectus por Clements Checklists 6.9.